# Olympisk stadion
Olympisk stadion er det navn der typisk bruges om hovedstadionet ved De Olympiske Lege. Stadionet bruges typisk til åbnings- og afslutningsceremonien samt atletikkonkurrencerne. Nogle af de olympiske stadions har olympisk stadion som en del af navnet, mens andre har navne der ikke relatere til OL. Flere af de olympiske stadions er blevet brugt ved flere olympiske lege. Det er dog kun Los Angeles Memorial Coliseum, der har været hovedstadion flere gange, mens for eksempel Panathinaikos  Stadion i Athen var hovedstadion ved Sommer-OL i 1896, men kun vært for enkelte discipliner ved Sommer-OL i 2004.
| Sport | Spire Denne artikel om sport er en spire som bør udbygges. Du er velkommen til at hjælpe Wikipedia ved at udvide den. |